# Primera batalla d'Herdonea
|  | No s'ha de confondre amb Segona batalla d'Herdonea. |

La primera batalla d'Herdonea tingué lloc el 212 aC durant la Segona Guerra Púnica entre Cartago i la República Romana. Hanníbal derrotà a l'exèrcit de Gneu Fulvi Flac, germà del cònsol Quint Fulvi Flac, que fugí i posteriorment fou jutjat per covardia.

## Preludi
L'any 212 aC els exèrcits consulars es preparaven per posar setge a la ciutat rebel de Càpua, aprofitant que Hanníbal havia abandonat la ciutat per intentar la captura de Tàrent. Però Hanníbal decidí que retenir la ciutat de Càpua era de vital importància pels seus interessos en la regió i acudí en el seu socors. Als voltants d'Herdonia, es topà amb les tropes romanes de Gneu Fulvi Flac, que aparentment no seguien cap mena de disciplina i actuaven més per pròpia voluntat que per ordres del seu comandant. Quan els legionaris saberen que Hanníbal es trobava a poca distància, decidiren presentar batalla però sense gaire ordre ni control.

## Batalla
Quan Annibal fou coneixedor del desordre existent entre els romans, va ordenar que durant la nit 3.000 homes de la seva infanteria lleugera s'embosquessin entre les cases veïnes i boscos dels voltant al mateix temps que Magó, amb 2.000 genets, bloquejava els camins que envoltaven el camp de batalla. Amb la primera llum del dia, disposà la resta de les seves tropes en formació de batalla, i Fulvi Flac acceptà el repte, suposadament sota la pressió dels seus homes.
En la línia romana, mancada d'ordre, la primera legió es col·locà a l'ala dreta, allargant el front romà però sense donar-li la profunditat necessària per resistir la càrrega dels cartaginesos, malgrat les queixes dels tribuns militars.
Els cartaginesos, molt més disciplinats, avançaren en bloc i trencaren les línies romanes en el primer xoc. Fulvi Flac, tan bon punt va veure la confusió i el desordre dels seus legionaris, fugí al galop amb uns altres 200 genets. La resta foren aniquilats al camp de batalla o trobaren la mort quan intentaven fugir a mans de les tropes emboscades la nit anterior. De 18.000 homes només n'escaparen 2.000.

## Fets posteriors
Annibal prengué el campament romà i Gneu Fulvi Flac seria jutjat poc després per covardia davant de l'enemic. Acabà anant voluntàriament a l'exili per evitar la condemna.

## Controvèrsia
Alguns autors argumenten que la primera i la segona batalla d'Herdonia (212 aC i 210 aC) que Tit Livi narra en la seva història de Roma, foren en realitat un mateix enfrontament (De Sanctis, Storia, 3.2 2: 445 n. 28). Entre les seves raons hi ha que els generals romans en les dues batalles tenien el mateix nom Gneu Fulvi (Gneu Fulvi Flac en la batalla del 212 i Gneu Fulvi Centumal II en la del 210), el lloc de l'enfrontament, el similar desenvolupament de la batalla i la victòria final cartaginesa.
Altres estudiosos, però, són de l'opinió que els dos enfrontaments foren diferents batalles. Herdonia era en aquell temps un lloc estratègic pel que no es pot descartar que romans i cartaginesos s'enfrontessin al mateix lloc dues vegades. Gneu Fulvi Flac fugí i fou jutjat per covardia, mentre que Gneu Fulvi Centumal II fou mort al camp de batalla.